# Skillets diskografi

Skillet under en konsert i Cornerstone 2010.
Diskografin för det amerikanska, kristna rockbandet Skillet innehåller sju studioalbum, tre EP-skivor, två livealbum, ett samlingsalbum och 48 singlar. Deras debutalbum var Skillet och släpptes 1996.

## Album

### Studioalbum
| År                                                                                 | Albumdetaljer                                                                                | Listplacering | Listplacering | Listplacering | Listplacering | Listplacering | Sålda ex.    | Certifikat |
| År                                                                                 | Albumdetaljer                                                                                | US            | US Christ.    | US Heat.      | US Rock       | NZL           | Sålda ex.    | Certifikat |
| ---------------------------------------------------------------------------------- | -------------------------------------------------------------------------------------------- | ------------- | ------------- | ------------- | ------------- | ------------- | ------------ | ---------- |
| 1996                                                                               | Skillet - Släppt: 29 oktober 1996 - Skivbolag: Ardent/Sparrow - Format: CD                   | —             | —             | —             | —             | —             | US: 35,000+  |            |
| 1998                                                                               | Hey You, I Love Your Soul - Släppt: 21 april 1998 - Skivbolag: Ardent/ForeFront - Format: CD | —             | 25            | —             | —             | —             | US: 17,000+  |            |
| 2000                                                                               | Invincible - Släppt: 1 februari 2000 - Skivbolag: Ardent/ForeFront - Format: CD              | —             | 13            | 22            | —             | —             | US: 38,000+  |            |
| 2001                                                                               | Alien Youth - Släppt: 28 augusti 2001 - Skivbolag: Ardent - Format: CD                       | 141           | 4             | 4             | —             | —             | US: 133,000+ |            |
| 2003                                                                               | Collide - Släppt: 18 november 2003 - Skivbolag: Lava/Ardent/SRE - Format: CD                 | 179           | 9             | 5             | —             | —             | US: 200,000+ |            |
| 2006                                                                               | Comatose - Släppt: 3 oktober 2006 - Skivbolag: Lava/Ardent/Atlantic - Format: CD             | 55            | 4             |               | 19            | —             | US: 500,000+ | US: Guld   |
| 2009                                                                               | Awake - Släppt: 25 augusti 2009 - Skivbolag: Lava/Ardent/Atlantic - Format: CD               | 2             | 1             |               | 2             | 9             | US: 700,000+ | US: Guld   |
| "—" betecknar album som inte utgavs i det landet eller som inte gick in på listan. |                                                                                              |               |               |               |               |               |              |            |

### Livealbum
| 2000                                                                               | Ardent Worship - Släppt: 29 september 2000 - Skivbolag: Ardent - Format: CD                          | —   | 33 | US: 35,000+ |
| 2008                                                                               | Comatose Comes Alive - Släppt: 21 oktober 2008 - Skivbolag: Lava/Ardent/Atlantic - Format: CD (+DVD) | 164 | 14 |             |
| "—" betecknar album som inte utgavs i det landet eller som inte gick in på listan. | |     |    |             |

### Samlingsalbum
| År   | Albumdetaljer                                                                       |
| ---- | ----------------------------------------------------------------------------------- |
| 2010 | The Early Years (1996-2001) - Släppt: 27 juli 2010 - Skivbolag: Ardent - Format: CD |

### EP-skivor
| År   | Albumdetaljer                                                                                        |
| ---- | --- |
| 2007 | The Older I Get - Släppt: 2007 - Skivbolag: Ardent - Format: Digital nedladdning                     |
| 2010 | iTunes Session - Släppt: 2010 - Skivbolag: Atlantic - Format: Digital nedladdning                    |
| 2011 | Awake and Remixed - Släppt: 22 mars 2011 - Label: Lava/Ardent/Atlantic - Format: Digital nedladdning |

## Videoalbum
| År   | Albumdetaljer                                                                                    |
| ---- | ------------------------------------------------------------------------------------------------ |
| 2002 | Alien Youth: The Unplugged Invasion - Släppt: 19 november 2002 - Skivbolag: Ardent - Format: DVD |

## Singlar
| År                                                                                 | Singel                      | Listplacering | Listplacering | Listplacering | Listplacering | Listplacering | Certifikat | Album                     |
| År                                                                                 | Singel                      | US            | US Christ.    | US Main.      | US Rock       | JPN           | Certifikat | Album                     |
| ---------------------------------------------------------------------------------- | --------------------------- | ------------- | ------------- | ------------- | ------------- | ------------- | ---------- | ------------------------- |
| 1996                                                                               | "I Can"                     | —             | —             | —             | —             | —             |            | Skillet                   |
| 1996                                                                               | "Gasoline"                  | —             | —             | —             | —             | —             |            | Skillet                   |
| 1996                                                                               | "Saturn"                    | —             | —             | —             | —             | —             |            | Skillet                   |
| 1996                                                                               | "My Beautiful Robe"         | —             | —             | —             | —             | —             |            | Skillet                   |
| 1998                                                                               | "Hey You, I Love Your Soul" | —             | —             | —             | —             | —             |            | Hey You, I Love Your Soul |
| 1998                                                                               | "Locked in a Cage"          | —             | —             | —             | —             | —             |            | Hey You, I Love Your Soul |
| 1998                                                                               | "More Faithful"             | —             | —             | —             | —             | —             |            | Hey You, I Love Your Soul |
| 1998                                                                               | "Suspended in You"          | —             | —             | —             | —             | —             |            | Hey You, I Love Your Soul |
| 1998                                                                               | "Take"                      | —             | —             | —             | —             | —             |            | Hey You, I Love Your Soul |
| 1998                                                                               | "Whirlwind"                 | —             | —             | —             | —             | —             |            | Hey You, I Love Your Soul |
| 2000                                                                               | "Best Kept Secret"          | —             | —             | —             | —             | —             |            | Invincible                |
| 2000                                                                               | "Invincible"                | —             | —             | —             | —             | —             |            | Invincible                |
| 2000                                                                               | "You're Powerful"           | —             | —             | —             | —             | —             |            | Invincible                |
| 2000                                                                               | "Come On to the Future"     | —             | —             | —             | —             | —             |            | Invincible                |
| 2000                                                                               | "Rest"                      | —             | —             | —             | —             | —             |            | Invincible                |
| 2000                                                                               | "The One"                   | —             | —             | —             | —             | —             |            | Invincible                |
| 2000                                                                               | "You Take My Rights Away"   | —             | —             | —             | —             | —             |            | Invincible                |
| 2000                                                                               | "Shout to the Lord"         | —             | —             | —             | —             | —             |            | Ardent Worship            |
| 2000                                                                               | "Your Name Is Holy"         | —             | —             | —             | —             | —             |            | Ardent Worship            |
| 2001                                                                               | "Alien Youth"               | —             | —             | —             | —             | —             |            | Alien Youth               |
| 2001                                                                               | "Eating Me Away             | —             | —             | —             | —             | —             |            | Alien Youth               |
| 2001                                                                               | "Rippin' Me Off"            | —             | —             | —             | —             | —             |            | Alien Youth               |
| 2001                                                                               | "Stronger"                  | —             | —             | —             | —             | —             |            | Alien Youth               |
| 2001                                                                               | "You Are My Hope"           | —             | —             | —             | —             | —             |            | Alien Youth               |
| 2002                                                                               | "Earth Invasion"            | —             | —             | —             | —             | —             |            | Alien Youth               |
| 2002                                                                               | "Kill Me, Heal Me"          | —             | —             | —             | —             | —             |            | Alien Youth               |
| 2002                                                                               | "Vapor"                     | —             | —             | —             | —             | —             |            | Alien Youth               |
| 2003                                                                               | "The Thirst Is Taking Over" | —             | —             | —             | —             | —             |            | Alien Youth               |
| 2004                                                                               | "Forsaken"                  | —             | —             | —             | —             | —             |            | Collide                   |
| 2004                                                                               | "My Obsession"              | —             | —             | —             | —             | —             |            | Collide                   |
| 2004                                                                               | "Savior"                    | —             | —             | 26            | —             | —             |            | Collide                   |
| 2004                                                                               | "Open Wounds"               | —             | —             | —             | —             | —             |            | Collide                   |
| 2005                                                                               | "Under My Skin"             | —             | —             | —             | —             | —             |            | Collide                   |
| 2005                                                                               | "Collide"                   | —             | —             | —             | —             | —             |            | Collide                   |
| 2005                                                                               | "A Little More"             | —             | —             | —             | —             | —             |            | Collide                   |
| 2006                                                                               | "Rebirthing"                | —             | 9             | —             | —             | —             |            | Comatose                  |
| 2006                                                                               | "Whispers in the Dark"      | —             | —             | 34            | —             | —             |            | Comatose                  |
| 2006                                                                               | "The Older I Get"           | —             | 14            | 27            | —             | —             |            | Comatose                  |
| 2007                                                                               | "The Last Night"            | —             | 16            | 38            | —             | —             |            | Comatose                  |
| 2007                                                                               | "Comatose"                  | —             | —             | —             | —             | —             |            | Comatose                  |
| 2008                                                                               | "Live Free or Let Me Die"   | —             | —             | —             | —             | —             |            | Comatose                  |
| 2008                                                                               | "Those Nights"              | —             | 22            | —             | —             | —             |            | Comatose                  |
| 2009                                                                               | "Better than Drugs"         | —             | —             | —             | —             | —             |            | Comatose                  |
| 2009                                                                               | "Monster"                   | 101           | —             | 4             | 20            | 98            | US: Gold   | Awake                     |
| 2010                                                                               | "Hero"                      | —             | 29            | 15            | 35            | 77            | US: Gold   | Awake                     |
| 2010                                                                               | "Awake and Alive"           | 100           | 30            | 3             | 16            | —             |            | Awake                     |
| 2010                                                                               | "Forgiven"                  | —             | 23            | —             | —             | —             |            | Awake                     |
| 2011                                                                               | "Lucy"                      | —             | —             | —             | —             | —             |            | Awake                     |
| "—" betecknar album som inte utgavs i det landet eller som inte gick in på listan. |                             |               |               |               |               |               |            |                           |

## Musikvideor
| År   | Titel                  | Regissörer         |
| ---- | ---------------------- | ------------------ |
| 1996 | "Gasoline"             |                    |
| 1996 | "Saturn"               |                    |
| 1996 | "I Can"                |                    |
| 1998 | "More Faithful"        |                    |
| 2000 | "Best Kept Secret"     | Steven L. Weaver   |
| 2001 | "Alien Youth"          |                    |
| 2003 | "Savior"               |                    |
| 2006 | "Rebirthing"           |                    |
| 2006 | "Whispers in the Dark" |                    |
| 2007 | "The Older I Get"      |                    |
| 2007 | "Looking for Angels"   |                    |
| 2009 | "Monster"              | The Erwin Brothers |
| 2009 | "Hero"                 | The Erwin Brothers |
| 2010 | "Awake and Alive"      |                    |

## Compilation appearances
| år   | Album                                       | Titel                                |
| ---- | ------------------------------------------- | ------------------------------------ |
| 1998 | No Lies                                     | "Locked in a Cage"                   |
| 1998 | Surfonic Water Revival                      | "Last Day of Summer"                 |
| 1998 | WWJD                                        | "Whirlwind"                          |
| 2000 | Cross Seekers                               | "Safe with You"                      |
| 2000 | Absolute Modern Worship                     | "How Deep The Father's Love for Us " |
| 2001 | Festival Con Dios                           | "Alien Youth"                        |
| 2001 | Extreme Days: The Soundtrack                | "Come On to the Future"              |
| 2002 | Parachute 2002                              | "One Real Thing"                     |
| 2003 | X 2003: Music Video DVD!                    | "Kill Me, Heal Me"                   |
| 2004 | Veggie Tales: Veggie Rocks!                 | "Stand"                              |
| 2004 | X 2004: Music Video DVD!                    | "Savior"                             |
| 2004 | X 2004: Music Video DVD!                    | "Savior"                             |
| 2005 | Absolute Smash Hits, Vol. 2                 | "A Little More"                      |
| 2005 | X 2005                                      | "Open Wounds"                        |
| 2005 | !HERO                                       | Urval                                |
| 2006 | X 2007                                      | "Rebirthing"                         |
| 2006 | OSeven: The Year's Best Christian Rock Hits | "Comatose"                           |
| 2007 | X 2008                                      | "Whispers in the Dark"               |
| 2009 | X 2009                                      | "Live Free or Let Me Die"            |
| 2009 | X 2009: Music Video DVD!                    | "Comatose" (live)                    |
| 2009 | X 2010                                      | "Dead Inside"                        |
| 2010 | WOW Hits 2011                               | "Hero"                               |

## Medieanvändning

### TV
- Comatose Comes Alive gjorde sin världspremiär i TV den 5 december 2008 på Gospel Music Channel.

- Skillet har varit med i en tvshow på Country Music Television, I programmet Mobile Home Disaster visar de ett avsnitt där barnen i familjen är fans av bandet.

- Deras låtar "You Are My Hope" och "A Little More" var med i två episoder av CBS:s show Joan of Arcadia. [18]

- Deras låt "You Are My Hope" fanns med på The CW Television Network:s show America's Next Top Model.

- Låten "Best Kept Secret" används som tema för New Jersey-baserade kristna tonåringsprogrammet Real Faith TV.

- Låten "Rebirthing" är ledmotivet för Philadelphia Flyers när de kommer in på isen innan matchen.

- NFL på NBC använder "Hero" som bakgrundssång för sitt spels förhandsvisningar.

- "Hero" har använts som musik för World Series.

- "Awake och Alive" användes i november 2009 för såpoperan One Life to Live.

- "Hero" har även använts i kampanjer för NBC Sunday Night Football.

#### TV-spel
- Låten "A Little More" kan läggas till i det kristna TV-spelet Dance Praise via Dance Praise- Expansion Pack Volume 3: Pop & Rock Hits.

- Låtarna "The Older I Get", "Savior" och "Rebirthing" kan spelas på den kristna datorspelet Guitar Praise.

- Låtarna "Hero" och "Monster" är på WWE Smackdown vs Raw 2010:s soundtrack. [19]

- "Monster" är en nedladdningsbar låt i Rock Band och Rock Band 2. [20]

#### Filmer
- "Hero" har använts som trailerlåt av 20th Century Fox:s film Percy Jackson och kampen om åskviggen. [21]